# 平群坐紀氏神社

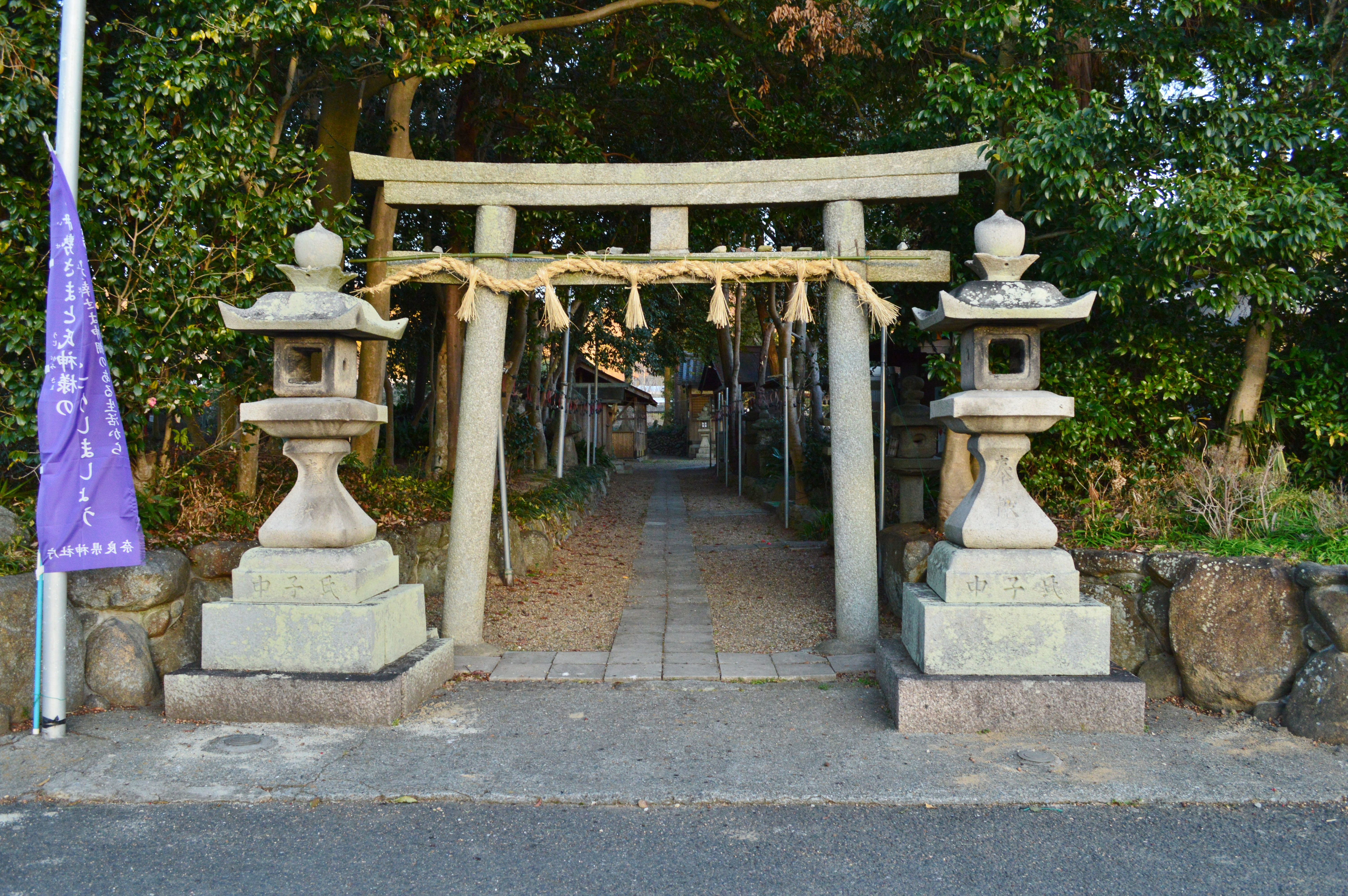
鳥居

平群坐紀氏神社（へぐりにますきしじんじゃ/へぐりにますきのうじじんじゃ/へぐりにいますきうじのじんじや）は、奈良県生駒郡平群町上庄にある神社。式内社（名神大社）で、旧社格は村社。単に「紀氏神社」とも。

## 祭神
現在の祭神は次の4柱。
- 天照大神
- 天児屋根命
- 都久宿禰（平群木菟宿禰）
- 八幡大菩薩

『延喜式』神名帳における祭神の記載は1座。同帳では「平群坐紀氏神社」と記載されるが、この社名は「平群（地名）に鎮座する紀氏神の社」という意味であり、元々は紀氏（きうじ/きし）の氏神を祀る神社であったことが知られる。紀氏には神別の紀氏（紀直のち紀宿禰、紀伊国名草郡の紀伊国造氏族）と皇別の紀氏（紀臣のち紀朝臣、中央氏族）の2系統が存在するが、当社を奉斎したのは後者の一族（皇別紀氏）になる。
皇別紀氏について、その発生地・性格・本拠地、および神別紀氏との関係は必ずしも詳らかでない。文献上では、武内宿禰（建内宿禰）の子の紀角宿禰（木角宿禰）の後裔とされ、武内宿禰の母が神別紀氏の出自である点が注意される。経緯は詳らかでないが平群谷では紀氏の集住が認められており（後述の文献）、当社はその氏神として祀られたとされる。付近に所在する三里古墳（平群町三里）には和歌山県紀の川下流域に多く分布する石棚付石室が認められており、当社と合わせて紀氏との関連性が指摘される。祭神のうち都久宿禰（平群木菟宿禰）は紀角宿禰の兄である。
なお、三重県桑名市の式内社の平群神社（旧郷社）では、同じく平群木菟宿禰が祭神として祀られる。

## 歴史
創建は不詳。
紀氏神については、『類聚国史』において天長元年（824年）8月21日に紀百継・紀末成らの奏聞で「紀氏神」が幣帛の例に預かった旨が見える。また『日本紀略』において、天長6年（829年）4月16日に山城国愛宕郡の丘一処が紀百継に下賜されて神地となったと見える。
貞観12年（870年）の文書では「平群東条一平群里」の13坪・14坪の地が石川真主から紀春世に売却された旨とともに、保証刀禰のうちに紀氏世・紀本男の名が見える。また平群里13坪・14坪の南に接して「紀氏神地」があると見えることから、当時には現社地から南約2.5キロメートルの平群町椿井に所在したとされる。
延長5年（927年）成立の『延喜式』神名帳では大和国平群郡に「平群坐紀氏神社 名神大 月次新嘗」と記載され、名神大社に列するとともに、朝廷の月次祭・新嘗祭では幣帛に預かる旨が記載されている。また『延喜式』臨時祭の名神祭条においても、幣帛を受ける神々のうちに平群坐紀氏神社一座の記載が見える。
近世には「辻の宮」または「椿の宮」とも俗称された。また江戸時代初期の石灯籠には「春日大明神」と見える。
明治維新後、明治6年（1873年）に近代社格制度において村社に列している。

## 境内
主要社殿のうち本殿は春日造で、西向き、朱塗り、屋根は銅板葺である。平成24年（2012年）6月に修復工事がなされている。本殿前には拝殿が建てられている。
拝殿前には3棟の座小屋が建てられている。拝殿を囲むように北・西・南側に配され、それぞれ氏子の上庄・椣原・西向の3大字の座小屋になる。北・南の座小屋は土間で、西の座小屋には床板が張られるが、後者は中世荘園の平野殿庄の関係で役人を招待したことによるという。
境内社の春日神社は、明治43年に大字梨本の春日神社を合併した神社である。

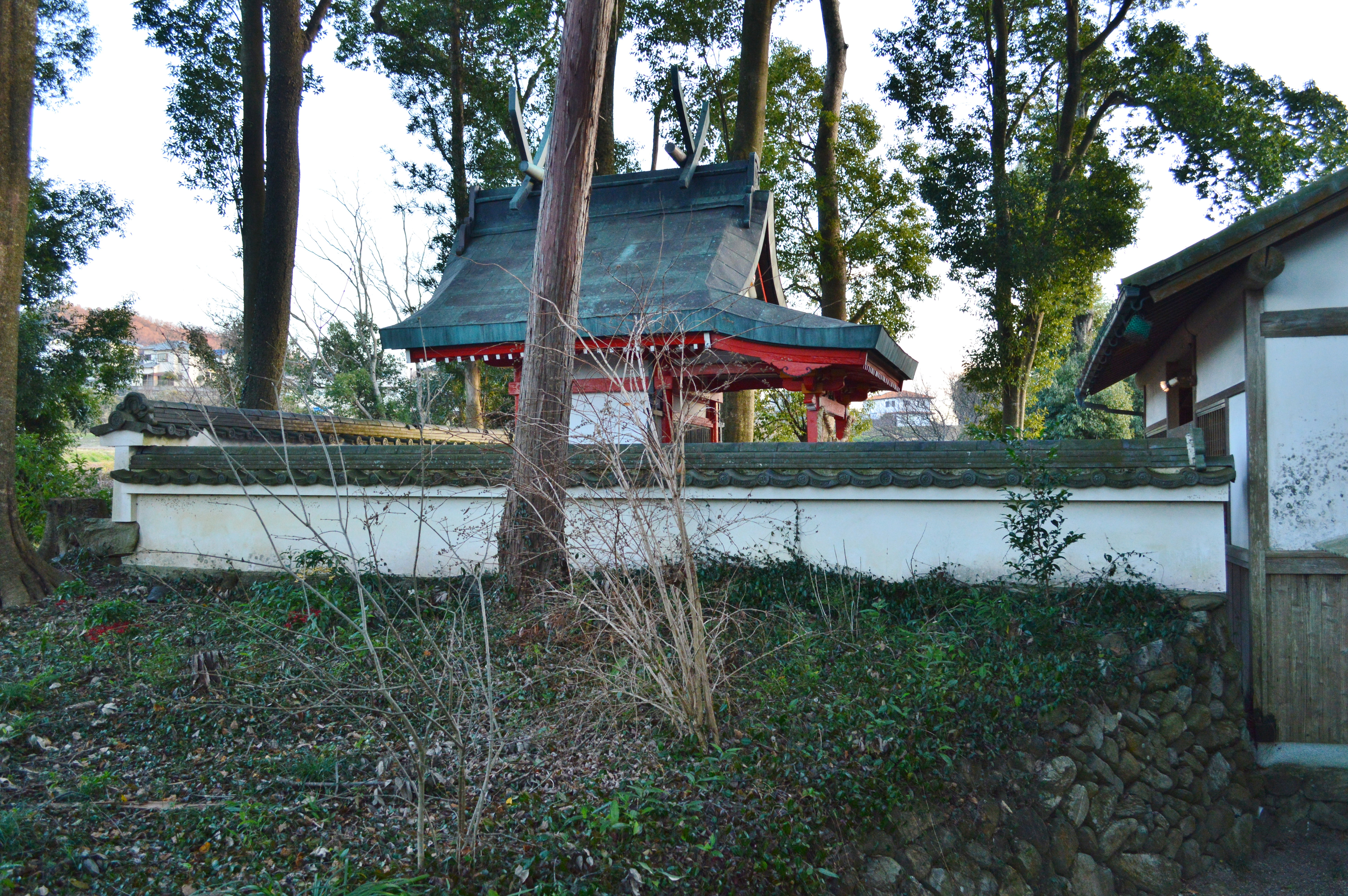
本殿
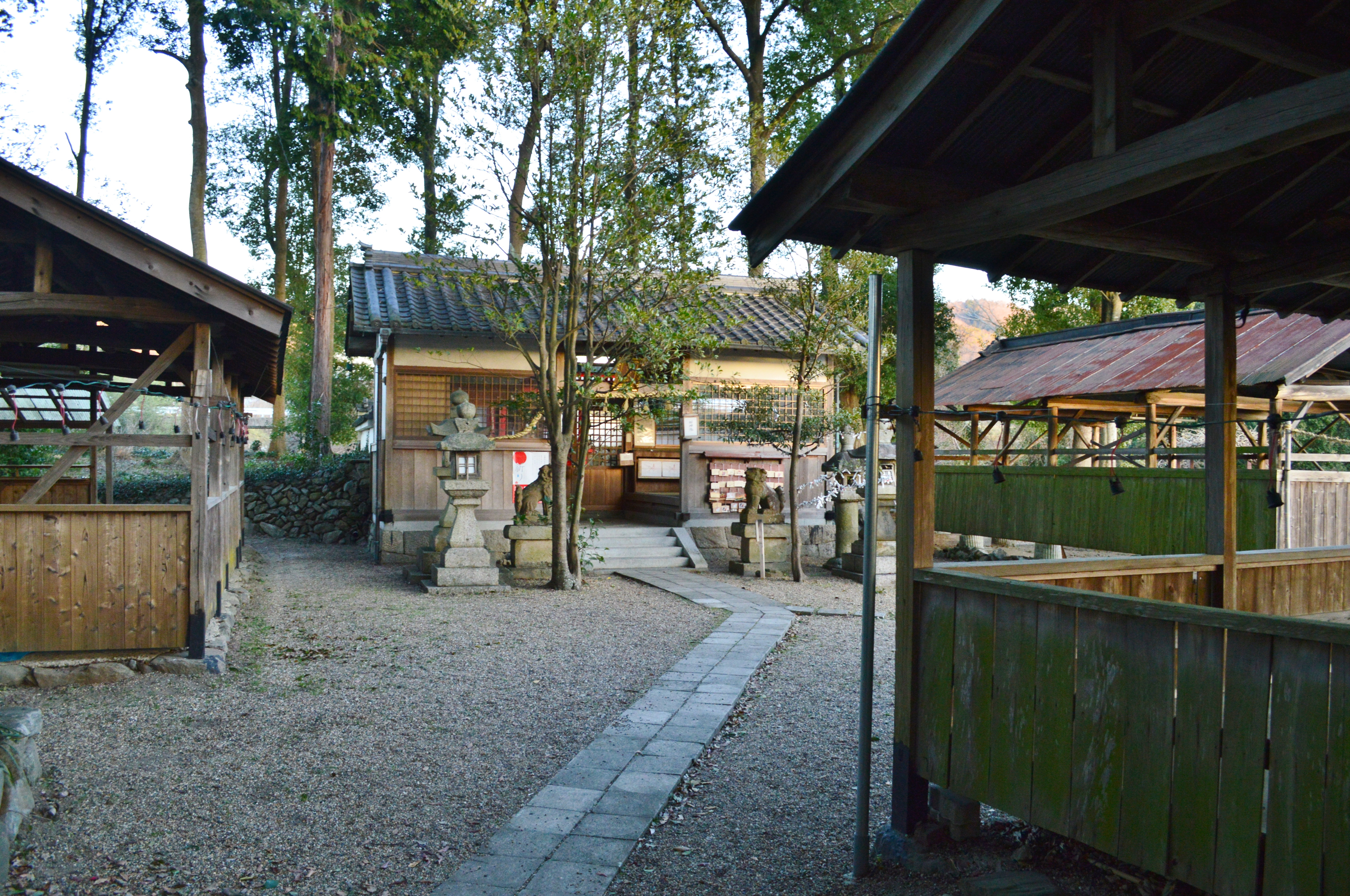
拝殿・座小屋
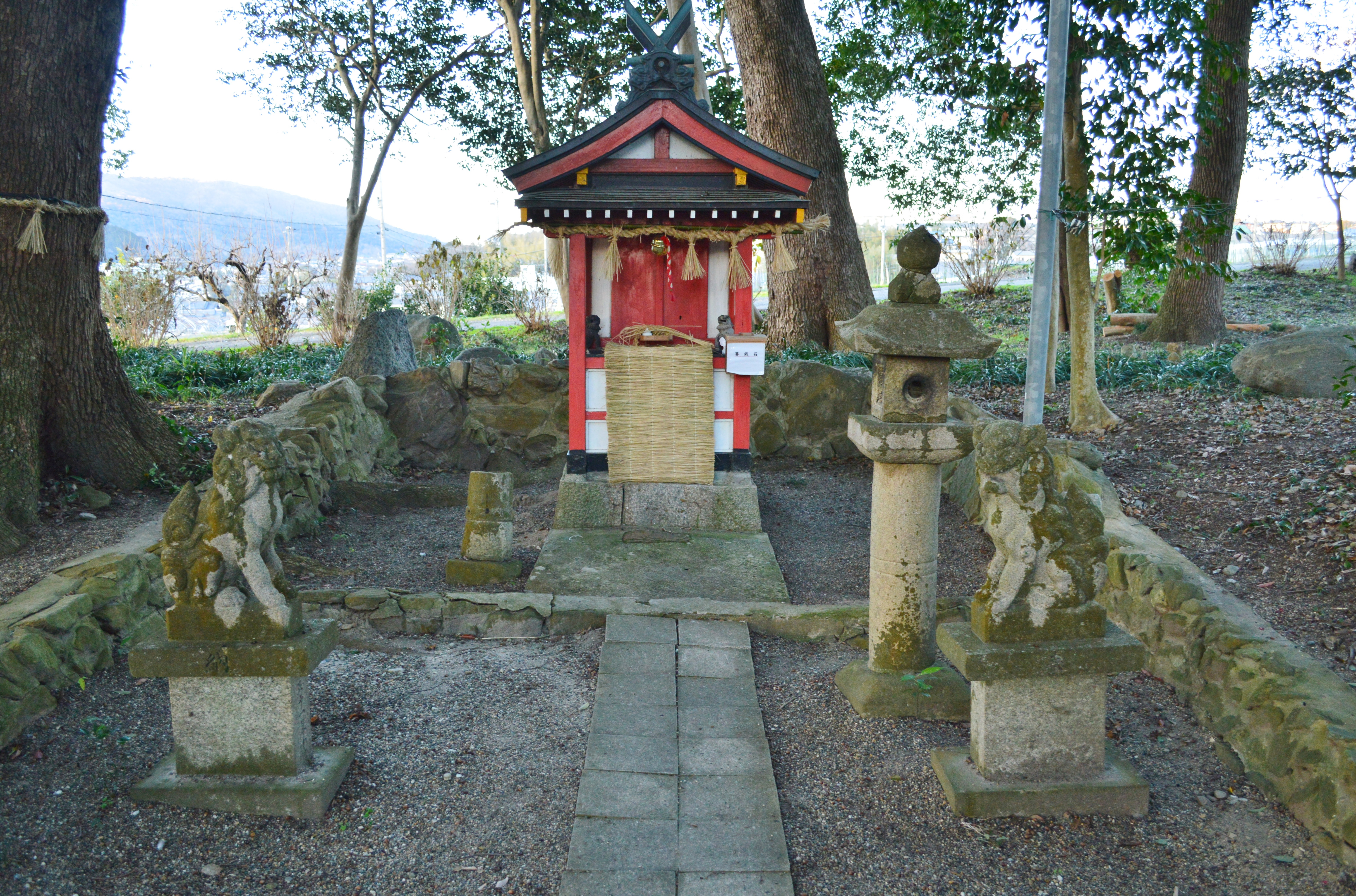
境内社

## 現地情報
所在地
- 奈良県生駒郡平群町上庄5丁目1-1[1]

交通アクセス
- 鉄道：近畿日本鉄道（近鉄）生駒線 元山上口駅（徒歩約20分）

周辺
- 長屋王墓
- 吉備内親王墓
- 三里古墳 - 奈良県指定史跡。